# Cratere Karusakaibo
Karusakaibo è un cratere sulla superficie di Rea.